# 金翅雀 (小說)
《金翅雀》（英語：The Goldfinch）是美國作家唐娜·塔特所著的一部小說，出版於2013年，是塔特的第三部長篇小說。本書獲得了包括2014年普立茲小說獎在內的多項榮譽，並在2019年被改編成了同名電影。
小說以第一人稱視角講述了一個成長故事，主人公提奧多·戴克的母親在一場針對紐約大都會博物館的恐怖襲擊中罹難，倖存下來的提奧多意外地從爆炸後的廢墟中帶走了荷蘭黃金時代的知名畫作《金翅雀》。提奧多在之後的十幾年裡歷經坎坷，而這幅畫則成為了他唯一的希望。
畫作《金翅雀》的作者是荷蘭畫家卡爾·法布里蒂烏斯。他被公認是荷蘭繪畫大師最出色的弟子，但他在1654年（創作《金翅雀》的同年）代爾夫特的一場軍火庫大爆炸中喪生，幾乎全部作品被毀，《金翅雀》是他僅存的畫作之一。

## 情節梗概
全書以27歲的美國男子提奧多·戴克的第一人稱視角進行倒敘。在他13歲時的一天，提奧被母親帶去紐約大都會藝術博物館參觀一場以荷蘭繪畫為主題的展覽，展覽上有母親最喜愛的畫作之一，卡爾·法布里蒂烏斯的《金翅雀》。在博物館裡，提奧被一位觀展老人帶領的一個紅髮小女孩所吸引。參觀過程中，博物館突然遭到爆炸襲擊，包括提奧母親在內的多人喪生。在爆炸後的廢墟中，提奧偶遇了那位老年參觀者。身負重傷的他交給提奧一枚戒指，又告訴他一段晦澀難解的訊息，隨後傷重去世。意識模糊而不知所措的提奧聽從老人的指示，從廢墟中拾起了《金翅雀》，並成功獨自從爆炸現場逃生。
失去監護人的提奧搬進了兒時好友安迪·巴伯的家，借宿在巴伯全家位於紐約公園大道的豪宅。他破解了老人臨終前的囈語，並遵從其遺願，將戒指交給了老人的合作夥伴，暱稱「霍比」的詹姆士·霍巴特。提奧從霍比處得知，罹難的老人名叫威爾頓·布萊威爾，暱稱「威爾蒂」，同霍比一起經營一間古董店。和威爾蒂在博物館同行的紅髮小女孩名叫皮帕，是威爾蒂的外甥女，母親去世後一直與霍比和威爾蒂一同生活。提奧與霍比成為了朋友，不時來古董店探訪霍比和在爆炸中受傷的皮帕，並對皮帕心生愛意。
就在提奧開始適應自己的新生活和新夥伴時，一位不速之客的到來再次打亂了他的生活。在提奧母親去世前一年多就拋棄妻兒的提奧父親突然帶著自己的新女友到訪，將提奧接到了他們在拉斯維加斯的現住處。提奧將《金翅雀》帶到了拉斯維加斯。在這裡，他結識了一位新朋友——來自烏克蘭，隨商人父親周遊世界的「問題少年」波里斯。由於提奧和波里斯大多數時間裡都沒有監護人看管，他們很快就變得親密無間，每天下午飲酒、吸食大麻和其他毒品。不久後，深陷賭債的提奧父親在一起車禍中離奇身亡，提奧決定告別波里斯，孤身一人返回紐約。無家可歸的他來到了霍比的古董店寄居，並恰好遇見了在瑞士的一間特殊學校就讀、在感恩節假期回家探望霍比的皮帕。
故事向前快進八年，成年的提奧已經成為霍比在古董店的合夥人，皮帕則搬去了倫敦，和男友共同生活。由於擔心自己被當作盜畫賊，他多年來一直將《金翅雀》藏在一間倉庫裡。他與安迪的妹妹訂了婚，但依然為自己對皮帕的愛而痛苦彷徨，只能從兩人在紐約的偶爾重逢當中得到快樂。他在過去的這些年中逐漸染上了對鴉片類處方藥的依賴，還為了幫助霍比度過財政難關而開始出售贗品文物。《金翅雀》和假文物的秘密讓他備受惶恐與罪惡感的折磨。
提奧與波里斯在紐約意外相遇，後者此時已經娶妻生子，並靠著不法勾當積累了大量財富。波里斯向提奧坦白自己在拉斯維加斯時就將提奧的《金翅雀》偷走，提奧在倉庫中隱藏多年的包裹只是被調包過的假貨，真正的畫作一直被用作交易抵押物，在罪犯和毒販之間轉手，並在一次出了差錯的交易中下落不明。提奧無比震驚，但波里斯表示自己一直以來都懊悔不已，始終想要幫助提奧尋回《金翅雀》。在提奧的訂婚宴會上，波里斯不期而至，聲稱自己已經找到了尋回畫作的方法，並把提奧帶到了阿姆斯特丹。波里斯和手下成功將畫作從偷走它的毒販處竊回，但遭遇了對方僱傭的持槍殺手。在糾纏中，提奧和波里斯各自擊斃了一名殺手，但畫作也被對方的一名手下帶走，消失無蹤。
波里斯將提奧一人留在賓館房間，自己離開。提奧擔驚受怕，整日飲酒吸毒。他打算離開荷蘭但未能成功，絕望之中嘗試自殺。幾天後，波里斯重新現身，告訴提奧自己向專門負責尋找遺失藝術品的警察報了信，包括《金翅雀》在內的多幅失竊名畫已經被尋回，波里斯還得到了一筆巨額獎金。
回到紐約後，提奧用波里斯送給他的獎金逐件贖回自己賣出的假文物。全書以提奧的一段漫長的思考作結：他思忖自己的經歷在多大程度上是命運或性格注定，品味法布里蒂烏斯在《金翅雀》中展現的高超技藝，並回想「歷史中那些熱愛美好事物，悉心照料它們，並拯救它們於危難之中的人」。

## 評價
評論家們對《金翅雀》的評價兩極分化。圖書評論雜誌《柯克斯書評》與《書單》都為《金翅雀》給出了代表特別推薦的「星級」評價。作家認為塔特是「驚人出色的作家」和「極佳的敘述者」，指《金翅雀》打消了他「所有的疑慮」，是一部「既觸動心靈，又觸動思想」的作品。《紐約時報》書評人角谷美智子讚賞小說有查尔斯·狄更斯的風範，認為提奧和波里斯將會像喜劇組合勞萊與哈台、中的弗拉季米爾與愛斯特拉岡，以及《梅森和迪克逊》中的兩位主角一樣，成為一對經典的二人組。《泰晤士報》也將塔特與文學大師相提並論，把《金翅雀》比作「寫槍的狄更斯、寫毒品的、寫古董的托爾斯泰」。法國《世界報》書評形容《金翅雀》值得讀者一讀再讀，並從每一次閱讀中發現新的美妙之處，正如書中描寫的博物館藝廊一樣。《衛報》的卡米拉·沙姆西盛讚《金翅雀》是「驚人的成就」，《獨立報》的評論也認為本書是2013年最好的小說之一。
然而，正如《名利場》所指，《金翅雀》也遭到了美國一些最重要的評論家史無前例的猛烈抨擊，甚至有人認為它標誌著「閱讀」這一行為本身已經岌岌可危。《紐約客》書評人詹姆士·伍德認為《金翅雀》標誌著塔特作品質量的大幅退步，風格、語句和情節都與兒童文學水準相當；在該書獲得普立茲小說獎後，伍德更評論稱，這代表了當今文學世界是一個「幼兒化」的、連成人都在讀《哈利·波特》的世界。《衛報》的另一名書評人朱莉·梅爾森也指出了《金翅雀》中諸多對《哈利·波特》的直接提及和間接借鑑，認為它純粹是一部向《哈利·波特》致敬的作品，是好壞分明、缺乏深意的兒童讀物。《紐約書評》的弗朗辛·普洛斯認為儘管《金翅雀》的情節確實與狄更斯作品有表面上的相似之處，塔特的寫作風格卻完全不具備狄更斯文字的獨創性、精確度和深度，而像是未經打磨、陳詞濫調的半成品。《巴黎評論》主編洛林·斯坦也評價稱《金翅雀》「完全沒有打破陳詞濫調——它本身就是陳詞濫調」。

## 榮譽
《金翅雀》獲得了2014年的普立茲小說獎。
此外，《金翅雀》還入選了亞馬遜2013年最佳圖書與《紐約時報》2013年十佳圖書，入圍了美國國家書評人協會獎和百利女性小說獎的決選，並獲得了安德魯·卡內基優秀小說獎章。

## 改編電影
2019年，《金翅雀》被改編成同名電影，由華納兄弟和亞馬遜影業共同出品，約翰·克勞利執導，成年提奧和波里斯的角色分別由與阿紐林·巴納德飾演。影片於2019年9月13日在北美上映。